# Scoresby Sund
Scoresby Sund (o Kangertittivaq) è un fiordo della Groenlandia; la sua lunghezza (350 km) ne fa il fiordo più grande del mondo. Sbocca tra lo Stretto di Danimarca e il Mare di Groenlandia; è fisicamente delimitato a nord dalla Terra di Jameson (con la città di Ittoqqortoormiit) e a sud da Capo Brewster. 
Appartiene al comune di Sermersooq; al largo del fiordo si possono incontrare degli iceberg, mentre al suo interno è possibile avvistare dei narvali.
Il nome deriva da quello dell'esploratore britannico William Scoresby che nel 1822 tracciò una dettagliata cartografia del fiordo.